# Inn at Montchanin Village
The Inn at Montchanin Village es un hotel histórico en Montchanin, Delaware, una comunidad no incorporada en el condado de New Castle. El Inn, que consta de casas históricas y otros edificios, ahora interconectados por elaborados jardines, comprende gran parte o la totalidad del distrito histórico de Montchanin, que figura en el Registro Nacional de Lugares Históricos.

## Historia
La historia moderna de la zona se remonta a principios del siglo XIX y está relacionada con la familia DuPont. Montchanin, que lleva el nombre de Anne Alexandrine de Montchanin, la madre de Pierre Samuel du Pont de Nemours, patriarca de la familia DuPont. El pueblo albergaba a los trabajadores del cercano molino de pólvora DuPont, y la estación de tren de la ciudad se convirtió en una parada importante para el envío de pólvora negra a los yacimientos de carbón en Pensilvania.'
Los edificios existentes se agregaron al Registro Nacional de Lugares Históricos en 1978. En 1996, Missy Lickle (miembro de la séptima generación de la familia DuPont) y su esposo David, compraron las propiedades y las renovaron, convirtiéndolas en Inn and Montchanin Village. Hoy, los once edificios del sitio albergan 28 habitaciones. El Inn es miembro de los Hoteles Históricos de América.